# 1950 în informatică
- 1949 în informatică — 1950 în informatică — 1951 în informatică

1950 în informatică a însemnat o serie de evenimente noi notabile:

## Evenimente

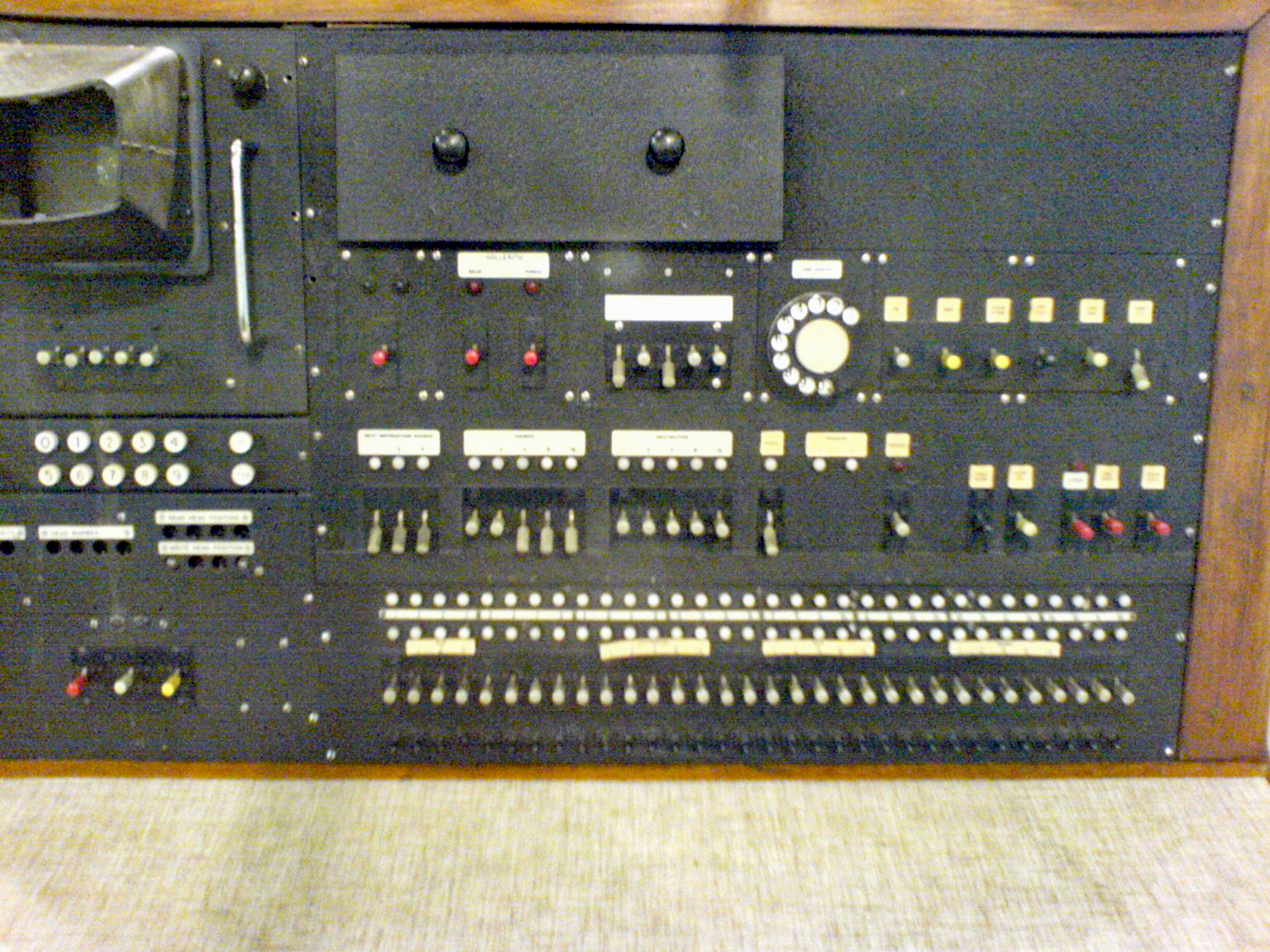
Consola Pilot ACE

- 10 mai: Calculatorul Pilot ACE, având 800 de tuburi vidate, devine operațional la National Physical Laboratory (lângă Londra). A fost o versiune preliminară a unui ACE complet echipat, care a fost conceput de Alan Turing.

- mai: National Institute of Standards and Technology (NIST) pornește computerul SEAC (Standards Eastern Automatic Computer).[1]

- septembrie: Konrad Zuse finalizează construcția Z4 și-l instalează la Institutul Federal Elvețian de Tehnologie Zürich (Eidgenössische Technische Hochschule (ETH) Zürich).

- Testul Turing este conceput de matematicianul și informaticianul britanic Alan Turing

## Nașteri
- 6 decembrie: Gheorghe Păun, matematician, informatician și om de cultură român